# Comitatul Warren, Indiana
Comitatul Warren, conform originalului din limba engleză, Warren County (codul său FIPS este 18 - 171 Arhivat în 21 iulie 2011, la Wayback Machine.), este unul din cele 93 de comitate ale statului american Indiana. Conform Census 2000 populația totală era de 8.419 de locuitori, crescând la 8.508 de locuitori în anul 2010. Sediul comitatului este orașul Williamsport.

## Clima
Warren County se află în regiunea cu climă umedă continentală a Statelor Unite. Clasificarea climatică Köppen pentru comitat este Dfa, ceea ce înseamnă că este răcoros, nu are sezon umed și are o vară călduroasă.